# Британски музеј
Британски музеј (енгл. British Museum) је најстарији јавни музеј на свету. Садржи колекције претежно везане за историју човечанства. Основан је 1753. и налази се у британској престоници Лондону. Његова стална збирка од осам милиона дела спада међу највеће и најсвеобухватније постојеће. То документује причу о људској култури од њених почетака до данас. Британски музеј је био први јавни национални музеј на свету.
Музеј је основан 1753. године, углавном заснован на колекцијама англо-ирског лекара и научника сер Ханса Слоуна. Први пут је отворен за јавност 1759. године, у кући Монтагју, на месту садашње зграде. Експанзија музеја у наредних 250 година била је у великој мери резултат британске колонизације и резултирала је стварањем неколико гранских институција, или независних одвајања, од којих је први био Природњачки музеј 1881.
Године 1973, Закон о Британској библиотеци из 1972. In 1973, the British Library Act 1972 одвојио је библиотечко одељење од Британског музеја, али је наставио да угошћује сада одвојену Британску библиотеку у истој читаоници и згради као и музеј до 1997. Музеј је недапартментско јавно тело које спонзира Департман за дигиталне медије, културу, медије и спорт, и као за све националне музеје у Великој Британији, не наплаћује се улаз, осим за позајмице изложби.
Његово власништво над малим процентом њених најпознатијих објеката који потичу из других земаља је спорно и остаје предмет међународних контроверзи кроз захтеве за репатријацију, посебно у случају Елгинових мермера из Грчке, и Розетског камена из Египта.

## Историја музеја
Зачеци музеја везани су за британског физичара Сер Ханса Слоуна (енгл. Sir Hans Sloane). Током свог живота Слоун је сакупио преко 71.000 предмета, укључујући хербаријум и библиотеку. Желећи да сачува своју колекцију после смрти, Слоун је завештава краљу Џорџу II. Сам краљ није био посебно заинтересован за колекцију, али је захваљујући напорима Парламента основан одбор повереника којима је колекција дата на старање. Тиме се 7. јуна 1753. године посебном одлуком Парламента заснива Британски музеј.
У почетку се колекција састојала претежно од књига, рукописа и нешто антиквитета у виду старих новчића и ваза. Међутим, од оснивања па до данас колекција се само увећавала, подједнако путем донација и куповином предмета.
Музеј је први пут отворен за јавност 15. јануара 1759. године. Музејске колекције биле су доступне свима а сам улазак у музеј био је бесплатан. Музеј је од тада отворен без већих прекида а улаз је и данас слободан. Годишње га посети преко 4 милиона људи.

### Сер Ханс Слоун
Иако је данас углавном музеј културних уметничких предмета и антиквитета, Британски музеј је основан као „универзални музеј“. Његови темељи леже у тестаменту англо-ирског лекара и природњака сер Ханса Слоуна (1660–1753), лекара и научника из Алстера са седиштем у Лондону. Током свог живота, а посебно након што се оженио удовицом богатог јамајчанског плантажера, Слоун је сакупио велику колекцију куриозитета и, не желећи да види своју колекцију расуту након смрти, завештао ју је краљу Џорџу II, за нацију, за суму од 20.000 фунти.
У то време, Слоунова колекција се састојала од око 71.000 предмета свих врста укључујући око 40.000 штампаних књига, 7.000 рукописа, обимних примерака природне историје укључујући 337 томова осушених биљака, графика и цртежа укључујући оне Албрехта Дирера и антиквитета из Судана, Египат, Грчке, Рима, древни Блиског истока и Далеког истока и Америка.

## Зграда музеја
Музејска зграда је током протеклих векова много пута изменила свој изглед.
За потребе музеја, одбор повереника је иницијално изабрао једну од најлепших зграда тадашњег Лондона. Било је то Монтагу здање (енгл. Montagu House) изграђено приближно 1676, а обновљено 1686. од стране једног француског архитекте. У складу са тим стил здања био је претежно француски.
Међутим, већ са почетком 19. века почетна зграда је постала исувише скучена за растућу музејску колекцију. У сврху проширења 1802. одбор повереника формира комитет задужен за грађевину и њено проширење. Прво у низу проширења првобитне зграде завршено је 1808. године. Од тада до данас изглед музеја је знатно измењен, међутим он се и данас налази на месту првобитног Монтагу здања.
Основу садашње зграде дизајнирао је сер Роберт Смрк (енгл. Sir Robert Smirke) и њена изградња је завршена 1852. године.
Последња велика измена завршена је 2000. године. Измештањем већег дела библиотеке створен је додатан простор. По дизајну архитекте Лорда Фостера (енгл. Lord Foster) тај простор претворен је у велики трг који опкружује читаоницу, а затим наткривен. Тиме је створен највећи наткривени трг у Европи. Отворила га је краљица Елизабета II 6. децембра 2000. и он носи њено име - The Queen Elizabeth II Great Court.

## Музејске колекције
У музеју је изложено више хиљада предмета из различитих периода историје: од праисторијског доба до модернијих колекција које су везане за период индустријске револуције. Музеј има укупно 94 галерије које се протежу преко 4 километра. Осим релативно сталних колекција, музеј редовно приређује и привремене поставке за које се наплаћују улазнице.
Неке од колекција су:
- Британија у праисторији и под Римљанима
  - заузима 6 галерија
  - садржи церемонијалну келтску одећу и метално посуђе
  - римску сребрнину
  - тело жртвованог човека из 1. века нове ере нађеног тек 1984. године
- Европа
  - галерије садрже разне предмете сакупљене из Европе укључујући и ...
  - сат у облику брода направљен у Прагу пре више од 4 века; док је био у функцији мењао је положај, свирао мелодије и испаљивао из топа
  - колекцију тањира из револуционарног раздобља Русије
  - посебно су интересантни предмети везани за англо-саксонског краља из 7. века. Нађени су 1939. у олупини брода
- Египат
  - свакако најзначајнији предмет ове колекције је Розета камен (енгл. Rosseta Stone) са хијероглифима са кога је Шамполион успео да дешифрује древно египатско писмо
  - музеј је дом запањујућем броју мумифицираних тела, саркофага и посмртних маски које се налазе распоређене у низу галерија
  - изложен је и велики број инструмената коришћених у припреми тела за балзамовање
- Грчка и Рим

- - посебно је интересантан оригиналан део фриза Партенона из 5. века п. н. е.
  - изложен је и велики број скулптура из маузолеја у Халикарнасу
  - изложене су и бројне вазе из римског периода
- Азија
  - главни део ове колекције су кинески порцелан и керамика
  - бројне скулптуре везане за религије Индије, Кине и Кореје такође доминирају поставком